# Sebastian Sigler
Pour les articles homonymes, voir Sigler.
Sebastian Sigler (né le 25 avril 1964 à Bielefeld) est un historien et journaliste allemand.

## Biographie
Le père de Sigler travaille pour la Fondation von Bodelschwingh de Bethel (de), sa mère, diplômée de l'Académie de musique de Detmold et maître luthier, travaille comme musicienne d'église et professeur de violoncelle. Son jeune frère est le pédiatre de Göttingen Matthias Sigler. En tant qu'étudiant au lycée de la ville de Bielefeld (de), il commence à écrire pour les journaux. Après avoir obtenu son diplôme d'études secondaires, il étudie les études médiévales, l'histoire moderne, la littérature et l'histoire de l'art à l'Université de Bielefeld, à l'Université Louis-et-Maximilien de Munich et à l'Université de Cologne à partir de 1983. En 1989, il obtient son Magister Artium. Il travaille ensuite pour l'émission Studio 1 de la ZDF. Au début de 1991, il passe à la télévision bavaroise. À partir de 1993, il travaille pour le magazine Report aus München de l'ARD, à partir de 1996 pour Focus TV (de), Sat.1 et la presse écrite. En 2000, il tourne un documentaire au Pakistan avec Hans Kammerlander pour Radiotelevisione Italiana et Österreichischer Rundfunk. Il rédige sa thèse de doctorat sur Anselme de Havelberg avec Odilo Engels (de). En 2005, il reçoit son doctorat. Pendant plusieurs années, il écrit pour le quotidien Die Welt et le mensuel Cicero (de). De 2013 à 2018, il est rédacteur en chef du magazine boursier et financier Börse am Sonntag (de). De 2015 à 2019, il dirige le site internet du magazine débat The European (de) Il écrit pour le journal d'économie municipale (ZfK) depuis 2017, et de 2018 à 2019 il travaille pour Tichys Einblick (de). En 2021, il supervise l'édition d'un livre sur le débat sur les restitutions à la maison de Hohenzollern.
De 1988 à 2017, il travaille pour le Bal du Chrysanthème (de) à Munich et, à partir de 2003, occupe également divers postes de responsabilité. En 1997, il est l'un des fondateurs d'un camp de jeunes dirigé par le Johanniter-Unfall-Hilfe, qui offre une semaine gratuite aux enfants et aux jeunes handicapés (et à leurs familles). Elle compte déjà onze succursales dans toute l'Europe centrale. Sigler est chevalier d'honneur de l'Ordre de Saint-Jean depuis 1998. De 1992 à 2017, il est membre du Corps Bavaria München (de). Depuis début 2017, il est membre du Corps Masovia Königsberg zu Potsdam. De 2004 à 2007 il est vice-président de l'Association des anciens étudiants de corps (de). Depuis 2009, il préside le groupe de travail des historiens étudiants (de). L'Association des anciens étudiants de corps lui décerne le bol d'argent en 2013. Il s'intéresse depuis plusieurs années aux liens biographiques entre les résistants au national-socialisme. Le Convention des associations universitaires allemandes (de) l'a élu deuxième président en 2019.

## Publications
- Bittere Bilanz. Nordrhein-Westfalen im Griff der SPD. Kommunal-Verlag, Bonn 1995,  (ISBN 3-87433-081-8).
- Anselm von Havelberg – Beiträge zum Lebensbild eines Politikers, Theologen und königlichen Gesandten im 12. Jahrhundert. Shaker-Verlag, Aachen 2005,  (ISBN 978-3-8322-3916-9).
- Aufgewachsen in Bielefeld in den 60er und 70er Jahren. Wartberg-Verlag, Gudensberg-Gleichen 2008,  (ISBN 978-3-8313-1864-3).
- Alfred Herrhausen – Corpsstudent und Vorbild. Einst und Jetzt, Jahrbuch des Vereins für corpsstudentische Geschichtsforschung, Bd. 54 (2009), S. 483–504.
- Agrarboden – Investition mit Zukunft. Shaker, Aachen 2010,  (ISBN 978-3-8322-9181-5).
- Der verlassene Widerstand – Korporierte in der Zeit des Nationalsozialismus, in: R. Prescher (Hrsg.), Füxe, Kneipen und Couleur. Studentenverbindungen in Vergangenheit und Gegenwart, Akadpress, Essen 2011,  (ISBN 978-3-939413-19-6), S. 67–96.
- Potthast, Pils und Pumpernickel. Ostwestfalen-Lippe in Geschichten und Bildern. Wartberg-Verlag, Gudensberg-Gleichen 2011,  (ISBN 978-3-8313-2150-6).
- Hans Koch – ein deutsches Schicksal im Widerstand. Einst und Jetzt, Bd. 57 (2012), S. 339–350, s. auch in: S. Sigler (Hrsg.): Corpsstudenten im Widerstand gegen Hitler. Duncker & Humblot, Berlin 2015,  (ISBN 978-3-428-14498-3), S. 45–56.
- Eduard Brücklmeier – Netzwerker gegen Hitler, in: S. Sigler (Hrsg.): Corpsstudenten im Widerstand gegen Hitler. Duncker & Humblot, Berlin 2015,  (ISBN 978-3-428-14498-3), S. 91–114.
- Franz Böhm – Wissenschaftler, Widerstandskämpfer, Wirtschaftsfachmann, in: H. Kleinfeld, H. Lönnecker, K. Gerstein, P. Krause (Hrsg.): GDS-Archiv für Hochschul- und Studentengeschichte. Band 10, Essen 2014,  (ISBN 978-3-939413-10-3), S. 171–186.
- Franz Böhm – wie einer der Väter der sozialen Marktwirtschaft der Gestapo entkam, in: S. Sigler (Hrsg.): Corpsstudenten im Widerstand gegen Hitler. Duncker & Humblot, Berlin 2015,  (ISBN 978-3-428-14498-3), S. 229–248.
- Denken und Handeln für Wahrheit und Freiheit – das Lebenswerk Walter Euckens, in: S. Sigler (Hrsg.): Corpsstudenten im Widerstand gegen Hitler. Duncker & Humblot, Berlin 2015,  (ISBN 978-3-428-14498-3), S. 249–268.
- mit Klaus Gerstein: Der einsame Weg des Kurt Gerstein, in: S. Sigler (Hrsg.): Corpsstudenten im Widerstand gegen Hitler. Duncker & Humblot, Berlin 2015,  (ISBN 978-3-428-14498-3), S. 289–322.
- Wilhelm v. Flügge – Doppelspiel in Istanbul, in S. Sigler (Hrsg.): Corpsstudenten im Widerstand gegen Hitler. Duncker & Humblot, Berlin 2015,  (ISBN 978-3-428-14498-3), S. 407–420.
- Ernst Vollert (de) – ein Corpsbruder rettete ihn aus dem Prager Gestapokeller, in: S. Sigler (Hrsg.): Corpsstudenten im Widerstand gegen Hitler. Duncker & Humblot, Berlin 2015,  (ISBN 978-3-428-14498-3), S. 451–456.
- Das soziale und das korporierte Umfeld der Corpsstudenten im Widerstand, in: S. Sigler (Hrsg.): Corpsstudenten im Widerstand gegen Hitler. Duncker & Humblot, Berlin 2015,  (ISBN 978-3-428-14498-3), S. 457–484.
- mit Friedrich Korte: Bielefeld und die Grafen von Ravensberg – die Gründungsepoche von 1214 bis 1346. Hans Gieselmann Verlag, Bielefeld 2014.  (ISBN 978-3-923830-89-3).
- Um der Ehre willen – Korporierte im Netzwerk des Widerstands gegen Hitler, in: S. Sigler (Hrsg.): Die Vorträge der 74. Studentenhistorikertagung Dresden 2014. Akademischer Verlag, München 2015,  (ISBN 978-3-940732-20-0), S. 209–240.
- Karl-Ludwig Kley (Hrsg.), Sebastian Sigler (Autor): Ludwig von Jacobs – Ein Unternehmerleben im 19. Jahrhundert. Ch.Goetz-Verlag, München 2018.  (ISBN 978-3-9471400-0-8).
- Konservativer Widerstand gegen Hitler – Wilhelm Roloff (de) und Eduard Brücklmeier. Einst und Jetzt, Bd. 64 (2019),  (ISBN 978-3-87707-158-8), S. 337–354.
- Antisemitismus-Abwehr oder Begeisterung fürs Couleur? – Gedanken zum Ursprung jüdischer Korporationen, in: S. Sigler (Hrsg.): Die Vorträge der 79. Studentenhistorikertagung Jena 2019. Akademischer Verlag, München 2020,  (ISBN 978-3-940732-49-1), S. 127–136.
- mit Robert von Lucius (de): Corps diplomatique. Über viele Jahrzehnte prägten Corpsstudenten die deutsche Außenpolitik. Auch aufgrund gemeinsamer Grundvoraussetzungen: Loyalität, Teamgeist und Trinkfestigkeit. CORPS Deutsche Corpszeitung 123. Jahrgang, Ausgabe 2/2021, S. 40–44.

## Rédactions
- Freundschaft und Toleranz. 200 Jahre Corps Bavaria zu Landshut und München. Akademischer Verlag, München 2006,  (ISBN 3-932965-86-8).
- Sich stellen – und bestehen! Festschrift für Klaus Gerstein. Akadpress, Essen 2010,  (ISBN 978-3-939413-13-4).
- Die Vorträge der 70. Studentenhistorikertagung Berlin 2010. Akadpress, Essen 2012,  (ISBN 978-3-939413-30-1).
- Die Vorträge der 71. Studentenhistorikertagung Duisburg 2011. Akadpress, Essen 2012,  (ISBN 978-3-939413-31-8).
- Die Vorträge der 72. Studentenhistorikertagung Freiburg 2012. Akadpress, Essen 2013,  (ISBN 978-3-939413-32-5).
- Die Vorträge der 73. Studentenhistorikertagung Hannover 2013. Akademischer Verlag, München 2014,  (ISBN 978-3-940732-16-3).
- Corpsstudenten im Widerstand gegen Hitler. Duncker & Humblot, Berlin 2014,  (ISBN 978-3-428-14319-1). 2. Auflage Berlin 2015,  (ISBN 978-3-428-14498-3).
- Die Vorträge der 74. Studentenhistorikertagung Dresden 2014. Akademischer Verlag, München 2015,  (ISBN 978-3-940732-20-0).
- Die Vorträge der 75. Studentenhistorikertagung Bonn 2015. Akademischer Verlag, München 2017,  (ISBN 978-3-940732-35-4).
- Die Vorträge der 77. Studentenhistorikertagung Halle an der Saale 2017. Akademischer Verlag, München 2018,  (ISBN 978-3-940732-38-5).
- Die Vorträge der 78. Studentenhistorikertagung Bonn 2018. Akademischer Verlag, München 2019,  (ISBN 978-3-940732-40-8).
- Die Vorträge der 79. Studentenhistorikertagung Jena 2019. Akademischer Verlag, München 2020,  (ISBN 978-3-940732-49-1).